# Mezzomarinaro

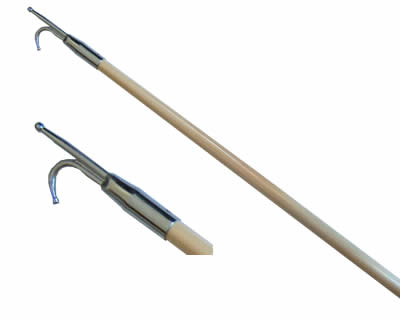
Un mezzomarinaio per intero, con un ingrandimento della testa a uncino.

Il mezzomarinaro, chiamato anche mezzo marinaio,  gaffa, gancio d'accosto o alighiero, è uno strumento manuale nautico formato da una lunga asta di legno o metallo (oggigiorno spesso alluminio) che termina con un uncino. È utilizzato come ausilio per l'aggancio e lo sgancio durante la manovra di ormeggio, oppure per estrarre oggetti dall'acqua, come detriti o persone, nonché per altre attività di recupero. Può essere simile a un palo di luccio, che tuttavia ha una punta smussata, per spingere durante lo sgancio, con un gancio per l'attracco. Inoltre, può avere una cima attaccata all'altra estremità, che può avere un anello per questo scopo.

## Utilizzo

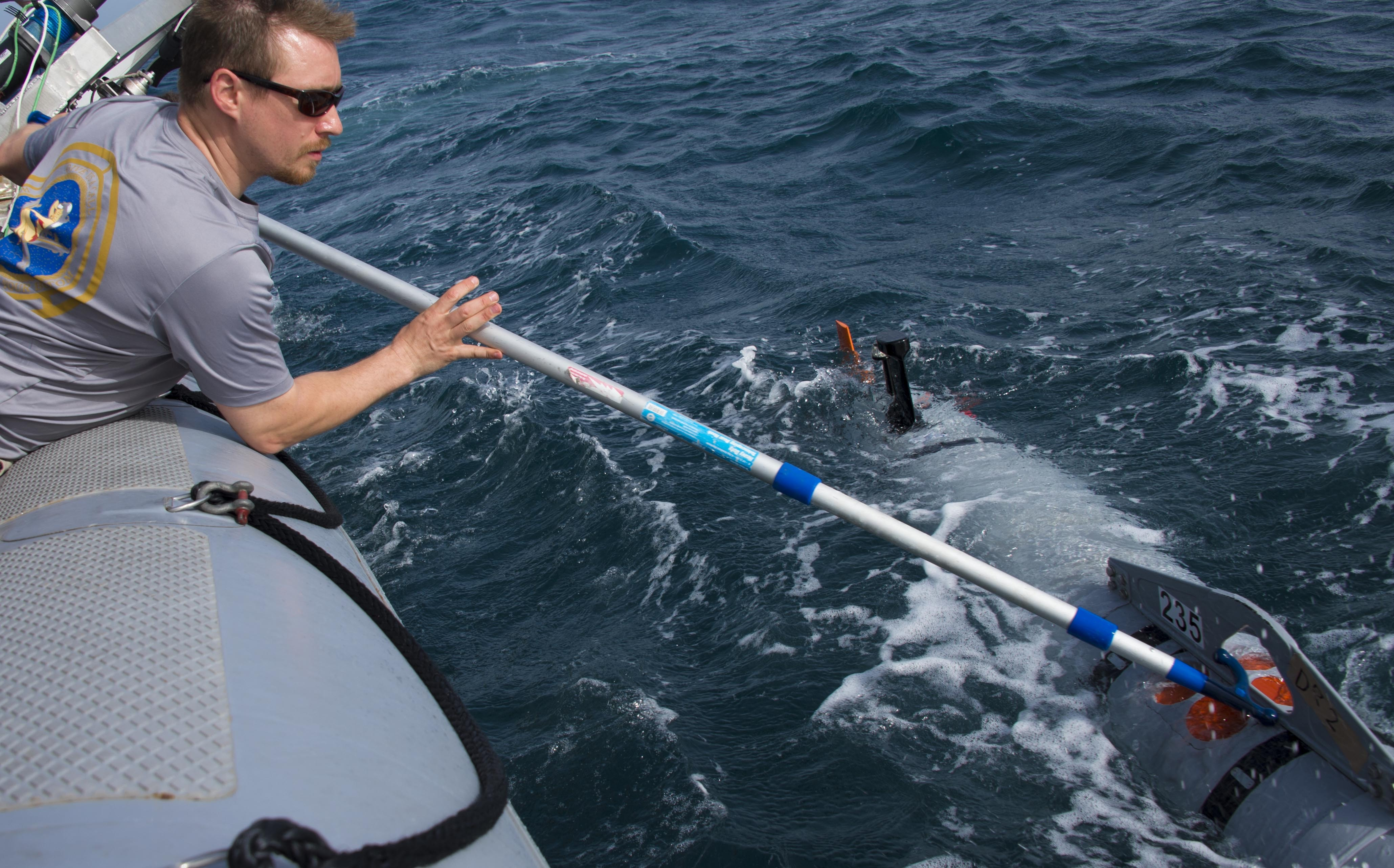
Un operatore della US Navy recupera un drone sottomarino con una gaffa.

Il mezzo marinaio fa parte dell'attrezzatura nautica. È fondamentale per l'ormeggio, ma anche per evitare che le rocce colpiscano lo scafo dell'imbarcazione e raccogliere oggetti in acqua, e può essere fisso o telescopico. Inoltre, a causa di condizioni meteo avverse, questo strumento richiede destrezza e abilità.
Con l'uncino si agganciano le cime o gli appigli (ad esempio un corpo morto) utili a far forza per avvicinare o allontanare l'imbarcazione, specialmente in direzione laterale. 

## Etimologia Marina velica
Il termine "mezzomarinaro", nato dalla traduzione del latino mesonauta e del greco tardo μεσοναύτης, prima di assumere il significato attuale era, al tempo della marina velica, utilizzato per indicare il mozzo, ovvero il ragazzo che apprendeva il mestiere di marinaio assolvendo nello stesso tempo gli incarichi più umili di bordo.

## Royal Navy
Nella Royal Navy il grado midshipman, la cui traduzione italiana è mezzomarinaio è equivalente, secondo la comparazione dei gradi delle varie marine militari membri della NATO, come stabilito dal documento ufficiale STANAG 2116, ovvero, l'accordo sulle norme sui codici per i gradi del personale militare, al Guardiamarina della Marina Militare Italiana.